# Liste der Gemarkungen Freitals
Die Liste der Gemarkungen Freitals enthält die 22 Gemarkungen der sächsischen Großen Kreisstadt Freital im Landkreis Sächsische Schweiz-Osterzgebirge.

## Beschreibung
Das Freitaler Stadtgebiet lässt sich sowohl nach Stadtteilen als auch nach Gemarkungen einteilen. Dabei können entweder Stadtteil und Gemarkung deckungsgleich sein, oder mehrere Gemarkungen bilden einen Stadtteil. Mit ihrem Stadtteil deckungsgleiche Gemarkungen sind Birkigt, Deuben, Döhlen, Kleinnaundorf, Niederhäslich, Pesterwitz, Saalhausen, Schweinsdorf, Somsdorf und Zauckerode. Der Stadtteil Burgk setzt sich aus Kleinburgk, Großburgk und Zschiedge zusammen. Hainsberg besteht aus Coßmannsdorf und Hainsberg. Potschappel gliedert sich in die Gemarkungen Niederpesterwitz und Potschappel. Der Stadtteil Weißig besteht aus Unterweißig und (Ober-)Weißig. Der Stadtteil Wurgwitz setzt sich aus den Gemarkungen Kohlsdorf, Niederhermsdorf und Wurgwitz zusammen. Als einziger Stadtteil hat Burgk keine gleichnamige Gemarkung.
Alle heutigen Gemarkungen Freitals stellen ehemals eigenständige Gemeinden dar, die nach und nach eingemeindet wurden. Mit einer Fläche von zirka 6,93 Quadratkilometern ist Somsdorf der größte Stadtteil und die größte Gemarkung, gefolgt von Niederhäslich (3,48 km²) und Weißig (3,46 km²). Sechs Gemarkungen sind kleiner als ein Quadratkilometer, dazu zählen Birkigt, Kleinburgk, Kohlsdorf, Niederpesterwitz, Unterweißig und Zschiedge. Zschiedge ist mit 0,03 km² die flächenkleinste Gemarkung Freitals.
Die Gemarkung Unterweißig setzt sich aus einem nördlichen und einem südlichen Teil zusammen, wobei der nördliche Teil der größere ist. Eine weitere Besonderheit der Gemarkung Unterweißig ist, dass sie vollständig von (Ober-)Weißig umgeben ist.

## Liste der Gemarkungen

### Legende
- Karte: Zeigt die Lage der Gemarkung (dunkelrote Fläche) innerhalb des Stadtgebiets.
- Gemarkungsschlüssel: Nennt die Schlüsselnummer der Gemarkung.
- Name/Lage: Nennt den Namen der Gemarkung und bietet einen Link zu Geokoordinaten an.
- Ersterwähnung: Nennt das Jahr der Ersterwähnung des Ortes.
- Fläche: Gibt näherungsweise die Fläche der Gemarkung in Quadratkilometern an. (Stand: Januar 2013)
- Bevölkerung: angenähert aus dem 100-Meter-Raster des Zensus 2022 (von Geoindex.io)
- Zugehörigkeit: Nennt den Stadtteil, in der die Gemarkung liegt.
- Orte: Nennt weitere Orte, die auf der Gemarkung liegen.

### Gemarkungen
| Karte | Gemarkungs- schlüssel | Name/Lage               | Erst- erwähnung | Fläche (km²) | Bevölkerung Zensus 2011 | Zugehörigkeit | Orte                                           |
| ----- | --------------------- | ----------------------- | --------------- | ------------ | ----------------------- | ------------- | ---------------------------------------------- |
|       | 3718                  | Birkigt (Lage)          | 1326            | 0,85         | 927                     | Birkigt       |                                                |
|       | 3719                  | Coßmannsdorf (Lage)     | 1432            | 2,17         | 2348                    | Hainsberg     | Eckersdorf                                     |
|       | 3720                  | Deuben (Lage)           | 1378            | 1,56         | 5357                    | Deuben        |                                                |
|       | 3721                  | Döhlen (Lage)           | 1206            | 2,68         | 3108                    | Döhlen        | Neudöhlen, Oberdöhlen, Unterdöhlen, Weitzschen |
|       | 3722                  | Großburgk (Lage)        | 1168            | 1,71         | 1807                    | Burgk         |                                                |
|       | 3723                  | Hainsberg (Lage)        | 1230            | 2,31         | 2024                    | Hainsberg     |                                                |
|       | 3724                  | Kleinburgk (Lage)       | 1671            | 0,56         | 270                     | Burgk         |                                                |
|       | 3725                  | Kleinnaundorf (Lage)    | 1144            | 1,63         | 999                     | Kleinnaundorf |                                                |
|       | 3726                  | Kohlsdorf (Lage)        | 1469            | 0,36         | 149                     | Wurgwitz      | Hammer                                         |
|       | 3727                  | Niederhäslich (Lage)    | 1330            | 3,48         | 2805                    | Niederhäslich |                                                |
|       | 3728                  | Niederhermsdorf (Lage)  | 1350            | 2,71         | 936                     | Wurgwitz      | Bulsitz                                        |
|       | 3729                  | Niederpesterwitz (Lage) | 1804            | 0,25         | 373                     | Potschappel   |                                                |
|       | 3770                  | Oberpesterwitz (Lage)   | 1068            | 2,70         | 3112                    | Pesterwitz    |                                                |
|       | 3730                  | Potschappel (Lage)      | 1206            | 2,01         | 4589                    | Potschappel   | Leisnitz, Neucoschütz                          |
|       | 3731                  | Saalhausen (Lage)       | 1350            | 1,01         | 108                     | Saalhausen    |                                                |
|       | 3732                  | Schweinsdorf (Lage)     | 1340            | 1,31         | 1509                    | Schweinsdorf  |                                                |
|       | 3733                  | Somsdorf (Lage)         | 1350            | 6,39         | 662                     | Somsdorf      |                                                |
|       | 3734                  | Unterweißig (Lage)      | 1825            | 0,12         | 304                     | Weißig        |                                                |
|       | 3735                  | Weißig (Lage)           | 1235            | 3,46         | 626                     | Weißig        |                                                |
|       | 3736                  | Wurgwitz (Lage)         | 1206            | 1,78         | 1397                    | Wurgwitz      |                                                |
|       | 3737                  | Zauckerode (Lage)       | 1206            | 1,50         | 4736                    | Zauckerode    |                                                |
|       | 3738                  | Zschiedge (Lage)        | 1558            | 0,03         | 60                      | Burgk         |                                                |
|       |                       | Stadt Freital           |                 | 40,58        | 38206                   |               |                                                |